# Sant Vicenç d'Aladernet
Sant Vicenç d'Aladernet és una Església del municipi de Balsareny (Bages) inclosa en l'Inventari del Patrimoni Arquitectònic de Catalunya.

## Descripció
En el conjunt arquitectònic de Sant Vicenç d'Aladernet cal distingir clarament dues construccions: una església preromànica i una petita capella romànica.
El temple preromànic estava constituït per una nau rectangular rematada a l'est per un absis quadrat. No queda cap vestigi de la porta, ni de la finestra que devia trobar-se a l'absis. Originàriament es creu que la coberta de la nau consistiria en unes encavallades de fusta, probablement substituïdes per una volta de canó pels voltants del 1039. L'aparell és força matusser i no està disposat en filades.
La petita església romànica, per altra part, està encabida dins una torre de planta quadrada; resta sense coberta i a llevant presenta un absis amb una finestra de doble esqueixada i adovellada. La porta es troba al cantó de ponent.

## Història
Aquesta església es trobava dins l'antic terme del castell de Balsareny, al lloc d'Aladernet. Aquest lloc i l'església apareixen citats el 1035 quan Ramon Guifré de Balsareny, germà del senyor del castell de Balsareny, deixà uns béns situats in Aladernedd, a Sant Vicenç, i el 1038 la muller del senyor de Balsareny, Ingilberga, feu una donació a Sant Vicenç d'Aladerned per a l'obra i consagració. Aquestes obres consistien en la substitució de la coberta de la nau, que era de fusta, per una volta de pedra. Per fer això, es van haver d'adossar arcades a la part interior dels murs de la nau, que eren prims i no haguessin aguantat el pes. El mateix es va fer al presbiteri on la volta es devia haver ensorrat.
El seu estat actual de conservació és de total ruïna.